# Chalcoscirtini
Chalcoscirtini è una tribù di ragni appartenente alla Sottofamiglia Euophryinae della Famiglia Salticidae dell'Ordine Araneae della Classe Arachnida.

## Distribuzione
I 5 generi oggi noti di questa tribù sono diffusi in Eurasia, nelle Americhe e in Africa settentrionale; un genere, Darwinneon, è endemico delle Isole Galapagos e un altro, Dolichoneon, del Karakorum.

## Tassonomia
A dicembre 2010, gli aracnologi riconoscono 5 generi appartenenti a questa tribù:
- Chalcoscirtus Bertkau, 1880 — Eurasia, USA (42 specie)
- Darwinneon Cutler, 1971 — Isole Galapagos (1 specie)
- Dolichoneon Caporiacco, 1935 — Karakorum (1 specie)
- Neon Simon, 1876 — Americhe, Eurasia, Africa settentrionale (24 specie)
- Neonella Gertsch, 1936 — Americhe (11 specie)